# 巴萨河
巴薩河，越南称其为後江（越南语：／），是东南亚的一条河流，自柬埔寨金边从湄公河干流分叉而出，流经柬埔寨和越南两国。